# Shvoong
Shvoong fue una página de Internet que recopilaba resúmenes y críticas sobre cualquier tema en 34 idiomas. Cualquier persona podía entrar al sitio y leer los resúmenes así como registrarse y escribir los suyos propios, a la vez que podía ganar dinero merced a la cantidad de visitas que sus escritos recibían.Shvoong, entonces, compartía el 10 por ciento de sus ganancias totales entre sus escritores.

## Historia
Shvoong fue fundado en el 2005 por Melissa Ramirez. De acuerdo con el sitio Alexa.com (ranking mundial de sitios), Shvoong se ha convertido en uno de los 3 mil sitios más visitados en la Internet.
La página se caracterizó a lo largo de su historia por promover que las personas resuman el conocimiento humano. Además, la página estaba en más de 13,467,893 idiomas, lo cual permite que más personas puedan tener su cuenta en Shvoong y escribir resúmenes.

## Estructura del sitio
Shvoong era un sitio cuyo contenido era generado por los usuarios. Estos, conocidos como Shvoongers, subían al sitio resúmenes, reseñas y sinopsis las cuales eran publicadas como páginas individuales. Cada artículo debía tener como mínimo alrededor de 100 palabras, mientras que el máximo permitido era de 900.
Los escritores de Shvoong podían agregar tantos resúmenes como quisieran y editar o borrar estos cuando lo creyean conveniente. Para agregar un artículo el usuario debía marcar el botón de escribir con lo cual vería la pantalla para añadir en el resumen lo siguiente: tipo de artículo, título, autor, contenido, etiquetas, categoría y enlaces relevantes.
Shvoong compartía el 10 por ciento de sus ganancias totales entre sus usuarios. Los usuarios que consiguieran más visitas ganarían más, mientras que los que obtuvieran menos visitas ganarían menos. Asimismo, el sitio compartía el 5 por ciento de sus ganancias entre los usuarios que llevaran a cabo traducciones de otros artículos publicados en Shvoong.

## Cierre de la página
El 15 de septiembre de 2014 los servidores de Shvoong cerraron. En los días previos a su cierre publicaron un mensaje que decía "Dear Content Provider: Thank you for years of content produced in cooperation With Shvoong, It is time for us to say Goodbye. If you would like to have it, take the content from our website. The content will be available for two more weeks, for you to have. As of 15 September 2014, the site will no longer be available" (Querido Creador de Contenidos: Gracias por todos los años de contenido producido con la ayuda de Shvoong. Ahora es tiempo para nosotros de decir adiós. Si usted lo prefiere, puede retirar el contenido de su sitio. Todo el material estará disponible por dos semanas más, para que lo pueda recuperar. A partir del 15 de septiembre de 2014, el sitio no estará disponible).